# Чемпионат Египта по шоссейному велоспорту
Чемпионат Египта по шоссейному велоспорту — национальный чемпионат Египта по шоссейному велоспорту, проводимый Федерацией велоспорта Египта с 1999 года. За победу в дисциплинах присуждается майка в цветах национального флага (на илл.).

## Призёры

### Мужчины. Групповая гонка.
| Год  | Победитель     | Второй                | Третий                  |
| ---- | -------------- | --------------------- | ----------------------- |
| 1999 | Амр Эль Нади   | Мохамед Абдель Фаттах | Махмуд Аббас            |
| 2000 | Амр Эль Нади   | Мохамед Абдель Фаттах | Мохамед Холафи          |
| 2007 | Ахмед Рашад    | Шериф Мохамед Абдалла | Амр Ахмед               |
| 2015 | Ислам Шавки    | Мохамед Имам          | Ислам Рамадан           |
| 2016 | Ислам Рамадан  | Ахмед Заглул          | Абдуллах Мухаммед Идрис |
| 2017 | Ислам Насер    | Ислам Шавки           | Ахмед Заглул            |
| 2024 | Hassan Elseify |                       |                         |

### Мужчины. Индивидуальная гонка.
| Год  | Победитель   | Второй                | Третий              |
| ---- | ------------ | --------------------- | ------------------- |
| 1999 | Амр Эль Нади | Мохамед Абдель Фаттах | Ахмед Мохамед Халед |
| 2000 | Амр Эль Нади | Мохамед Абдель Фаттах | Мохамед Холафи      |
| 2007 | Ахмед Рашад  | Хишам Абдельбаки      | Амр Ахмед           |
| 2017 | Ислам Насер  | Ахмед Заглул          | Ислам Шавки         |